# Raphanorhyncha
Raphanorhyncha é um género botânico pertencente à família Brassicaceae.